# Densidad de flujo eléctrico

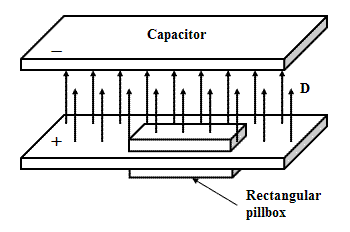
Con un condensador de placas paralelas se puede utilizar la ley de Gauss para ilustrar la relación entre el desplazamiento eléctrico y la carga libre.

En electromagnetismo, el desplazamiento eléctrico es un vector {\displaystyle \mathbf {D} (\mathbf {r} ,t)} función de la posición {\displaystyle \mathbf {r} } en el espacio y del tiempo {\displaystyle t\,}, o también {\displaystyle \mathbf {D} (\mathbf {r} ,\omega )} función de la posición {\displaystyle \mathbf {r} } en el espacio y de la frecuencia {\displaystyle \omega }, que aparece en las ecuaciones de Maxwell. Puede considerarse como una generalización del campo eléctrico en presencia de un dieléctrico. A veces también se denomina campo de desplazamiento eléctrico, densidad de flujo eléctrico o excitación eléctrica. En cada punto de un campo eléctrico de valor E existe un vector desplazamiento D cuyo valor es el del campo eléctrico multiplicado por la constante dieléctrica o permitividad del medio ε, de modo análogo a como en un campo magnético de excitación H existe un vector B cuyo valor es el de H multiplicado por la permeabilidad μ.
Conforme a ello, en la mayor parte de los materiales {\displaystyle \mathbf {D} } puede ser calculado como
{\displaystyle \mathbf {D} =\varepsilon \mathbf {E} },
donde {\displaystyle \varepsilon } es la permitividad eléctrica del material, que en un medio lineal, no isótropo es un tensor de segundo orden (una matriz). 
En el vacío {\displaystyle \varepsilon =\varepsilon _{0}}.

## Unidades
En el Sistema Internacional de Unidades {\displaystyle \mathbf {D} } se mide en culombios por metro cuadrado, es decir C/m².
La utilización de estas unidades resulta de la ecuación de Ampère-Maxwell:
{\displaystyle \mathbf {\nabla } \times \mathbf {H} =\mathbf {J} +{\frac {\partial \mathbf {D} }{\partial t}}},
donde {\displaystyle \mathbf {H} } se expresa en amperios por metro (A.m-1), y {\displaystyle \mathbf {J} } en Amperios por metro cuadrado (A.m-2). {\displaystyle \mathbf {D} } tiene que ser expresado en amperios por metro cuadrado por segundo (A.m-2.s), puesto que el culombio es por definición la cantidad de electricidad que atraviesa una sección de un conductor recorrido por una corriente de intensidad de 1 amperio durante 1 segundo (1 C = 1 A.s).
Si medimos B y H en teslas y E y D en newtons por coulombs, la ecuación deviene
{\displaystyle \nabla \times \mathbf {B} =\mu _{0}\mathbf {J} +{\frac {1}{c^{2}}}{\frac {\partial \mathbf {E} }{\partial t}}},
que muestra por qué se prefiere expresar B y H con unidades diferentes que D y E.
Las unidades escogidas han variado a lo largo de la historia; por ejemplo en sistema de unidades electromagnéticas, en el que la unidad de carga se define como {\displaystyle 1/4\pi \varepsilon _{0}=1} (adimensional), D y E se expresan en las mismas unidades.

## Relación con el campo electromagnético
En general, se considera que en un medio lineal el desplazamiento eléctrico {\displaystyle \mathbf {D} (\mathbf {r} ,\omega )} está relacionado con el campo eléctrico {\displaystyle \mathbf {E} (\mathbf {r} ,\omega )} de la siguiente forma:
{\displaystyle \mathbf {D} (\mathbf {r} ,\omega )\ =\ \epsilon (\mathbf {r} ,\omega )\cdot \mathbf {E} (\mathbf {r} ,\omega )},
donde {\displaystyle \epsilon (\mathbf {r} ,\omega )} representa la permitividad eléctrica absoluta del medio, que es un escalar en los medios isótropos, pero una matriz 3x3 en los medios anisótropos.
Esta relación no es universal, por ejemplo:
- no afecta a los medios eléctricamente no lineales, en los que {\displaystyle \mathbf {D} (\mathbf {r} ,\omega )} depende también de los términos cuadráticos de {\displaystyle \mathbf {E} (\mathbf {r} ,\omega )}, es decir,

{\displaystyle \mathbf {D} ={\frac {\mathbf {E} }{\|\mathbf {E} \|}}\left(\varepsilon ^{(1)}\cdot \|\mathbf {E} \|+\varepsilon ^{(2)}\cdot \|\mathbf {E} \|^{2}+\varepsilon ^{(3)}\cdot \|\mathbf {E} \|^{3}+\cdots \right)}
- ni en los medios con la propiedad de [[|quiralidad]] (en), en los que {\displaystyle \mathbf {D} (\mathbf {r} ,\omega )} depende linealmente de {\displaystyle \mathbf {E} (\mathbf {r} ,\omega )} pero también del campo magnético {\displaystyle \mathbf {H} (\mathbf {r} ,\omega )}.

## Desplazamiento eléctrico en un condensador
Para un condensador, la densidad de carga eléctrica en las placas es igual al valor del campo D entre las placas. Eso se deduce directamente de la ley de Gauss, si integramos en una pequeña caja rectangular las placas del condensador:
{\displaystyle \oint _{A}\mathbf {D} \cdot d\mathbf {A} =Q},

donde A representa el área orientada de la caja y Q la carga acumulada por el condensador. La parte de la caja que está fuera de las placas tiene un campo nulo, así esta parte de la integral es cero. En los extremos de la caja, {\displaystyle d\mathbf {A} } es perpendicular al campo, por lo tanto esta parte de la integral también es cero. Al final tenemos que D es constante entre las placas:
{\displaystyle |\mathbf {D} |={\frac {Q}{A}}},
que representa la densidad de carga de las placas.